# Stizolophus balsamita
Stizolophus balsamita là một loài thực vật có hoa trong họ Cúc. Loài này được (Lam.) K.Koch miêu tả khoa học đầu tiên năm 1851.